# William A. Catterall
William Albert Catterall (* 12. Oktober 1946 in Providence, Rhode Island; † 28. Februar 2024 in Yapak, Boracay, Philippinen) war ein US-amerikanischer Pharmakologe und Neurobiologe und Professor an der University of Washington School of Medicine in Seattle, Washington.

## Leben
Catterall erwarb 1968 an der Brown University in Providence, Rhode Island einen Bachelor in Chemie und 1972 an der Johns Hopkins School of Medicine in Baltimore, Maryland, einen Ph.D. in Biochemie. Als Postdoktorand arbeitete er bei Marshall Nirenberg an den National Institutes of Health. Nach drei weiteren Jahren als wissenschaftlicher Mitarbeiter an den National Institutes of Health wurde Chatterall 1977 Mitglied des Lehrkörpers der University of Washington School of Medicine in Seattle, Washington. 1981 erhielt er dort eine Professur an der Abteilung für Pharmakologie und wurde 1984 Leiter der Abteilung.

## Wirken
Catterall gilt als führend in der Klärung von chemischer Struktur und Funktion der Ionenkanäle in erregbaren Zellen. Mittels geschickter Kombination biochemischer, molekularbiologischer, pharmakologischer und elektrophysiologischer Methoden konnte er die molekulare Basis der Funktion von (insbesondere spannungsabhängigen) Natrium- und Calciumkanälen beschreiben, die zentral für das Aktionspotential von Nervenzellen sind. Jüngere Arbeiten befassen sich mit Erkrankungen, die durch eine gestörte Funktion dieser Kanäle verursacht werden, darunter Epilepsie und Periodische Lähmung.

## Auszeichnungen (Auswahl)
- 1981 Passano Young Scientist Award[2]
- 1989 Mitgliedschaft in der National Academy of Sciences
- 1994 Ausländisches Mitglied der Academia Europaea[3]
- 2000 Mitgliedschaft in der American Academy of Arts and Sciences[4]
- 2008 Ausländisches Mitglied der Royal Society[5]
- 2010 Mitglied der American Association for the Advancement of Science
- 2010 Canada Gairdner International Award[6]